# Журнал Министерства народного просвещения
«Журнал Министерства народного просвещения» («Журналъ Министерства народнаго просвѣщенія») — официальное издание Министерства народного просвещения Российской империи, выходившее в 1834—1917 годах ежемесячно (всего было опубликовано 434 части, каждая включала несколько номеров). Миссия журнала как печатного органа ведомственного подчинения состояла, прежде всего, в освещении состояния российского народного просвещения, развития педагогической и научной мысли. В журнале, наряду с официальными распоряжениями правительства и сведениями о народном образовании, публиковались научные работы по всем областям знания.
После революции журнал выходит под названиями «Народное просвещение» (1917—1931), «Коммунистическое просвещение» (1931—1936), «Народное образование» (с 1946).

## История
С самого начала деятельности Министерство народного просвещения стремилось обзавестись собственным периодическим изданием. Однако длительное время стабильности здесь не наблюдалось. 
До «Журнала Министерство народного просвещения» выходили следующие издания Министерства:
- «Периодические сочинения об успехах народного просвещения» (Периодическое сочинение в успѣхахъ народнаго просвѣщения)(1803—1819) — издание Главного управления училищ (предшественник Департамента народного просвещения). издание выходило нерегулярно, частями. Редактор — академик Н. Я. Озерецковский. Вышло в свет 44 номера.
- «Журнал Департамента народного просвещения» (1821—1824) — ежемесячный журнал. Редактор — Н. Ф. Остолопов.
- «Записки, издаваемые от Департамента народного просвещения». Вышло в свет три книги этого издания — в 1825, 1827 и 1829 годах.

Наконец, с 1834 года «нишу» официального ежемесячного издания Министерства народного просвещения занял основанный по инициативе С. С. Уварова «Журнал Министерства народного просвещения» (таковым он оставался вплоть до 1917 года). 
Журнал распространялся как по обязательной подписке (600 подписчиков), так и среди добровольных подписчиков, список которых публиковался в 1830—1840-х годах. Подписчиками ЖМНП были великие князья, братья императора Александра II, Константин, Николай и Михаил, принц П. Ольденбургский, граф Н. С. Мордвинов, историки А. И. Тургенев, К. И. Арсеньев, филолог А. Х. Востоков, писатель и издатель И. Ф. Эйнерлинг, публицист Н. А. Безобразов и др.
Первым редактором «ЖМНП» стал К. С. Сербинович (1834—1856), а его преемниками стали весьма заметные в российской истории особы: в 1856—1860 гг. А. В. Никитенко, а затем К. Д. Ушинский (1860—1861). 
В 1834—1859 годах ведущим в журнале (до 100—120 страниц) был отдел «Высочайшие повеления и министерские распоряжения по вопросам народного образования», который знакомил с официальными документами в сфере образования. Здесь же регулярно печатались отчёты о работе Министерства народного просвещения. В разделах «Известия об учёных и учебных заведениях России» и «Известия об иностранных учёных и учебных заведениях» помещались сообщения о проведённых заседаниях, выписки из протоколов собраний, тексты выступлений, краткая информация об отдельных учебных заведениях. В отделе «История просвещения и гражданского образования» публиковались преимущественно обозрения о зарубежной школе. Информационный отдел «Новости и смесь» состоял из четырёх подотделов: «Путешествия», «Новости иностранной жизни», «Журналистика», «Разные известия». Он содержал заметки и корреспонденции о событиях в науке, обзоры отечественных и иностранных изданий.
Помимо официального назначения, он был также научным журналом по отделу humaniora, отдавая предпочтение истории и истории литературы.
С 1860 года по 1865 год был исключительно педагогическим журналом; затем педагогика была оставлена лишь как особый отдел. После Ушинского журнал редактировали: Ю. С. Рехневский (1863—1867), И. Д. Галанин (1867), А. И. Георгиевский (1868—1870), Е. М. Феоктистов (1871—1882).
С 1872 года введён также отдел классической филологии.
Редакторы: Л. Н. Майков (1883—1890), В. Г. Васильевский (1891—1899), Э. Л. Радлов (1899—1917), П. И. Лебедев-Полянский (1917).
К изданию в разные годы выпускались приложения, которые рассылались подписчикам бесплатно:
- «Указатель к официальной части повременных изданий Министерства народного просвещения за 1803—1853 гг». (СПб, 1854, И. Д. Галанин).
- «Указатель к неофициальной части повременных изданий Министерства народного просвещения за 1803—1853 гг.» (СПб, 1856, И. Д. Галанин).
- «Указатель к повременным изданиям Министерства народного просвещения с 1803 по июнь 1864 г.» в 2-х ч. (СПб, 1864—1865, И. Д. Галанин). — I: Часть официальная. — 1864. — [2], IV, 258 с.; II: Часть неофициальная. — 1865. -— [2], 303 с. Материал расположен в словарном порядке (по алфавиту имён, заглавий, географических названий и предметов). Объём — свыше 21 000 статей.
- «Алфавитный указатель к неофициальной части ЖМНП с начала 1866 по 1872 г. включительно», 1873. — Приложение к ч. 167 (май, июнь) за 1873 г. (около 1000 статей).  — 48 с. Составитель — А. И. Лященко.
- «Алфавитный указатель к неофициальной части ЖМНП с начала с начала 1873 по 1875 год включительно, 1876. — Ч. 186, июль. — С. 1—22 послед. паг. (более 200 статей). Составитель — А. И. Лященко.
- «Алфавитный указатель к неофициальной части ЖМНП с начала 1876 года по 1878 год включительно», 1881. — Ч. 213, февраль. — С. 1—22 послед. паг. (около 700 статей).
- «Указатель статей, помещённых в неофициальной части ЖМНП за время с 1867 по 1891 г.» — СПб., 1894. — 470 с. — Приложение к: 1894. — Ч. 294; 1898. — Ч. 320; 1899. — Ч. 321—326 (6553 статьи). Составитель — А. И. Лященко.

- «Указатель статей, помещённых в неофициальной части „Журнала Министерства народного просвещения“ за время с 1892 года по 1900 год». — СПб., 1902 (обл. 1903). — 222 с. — Приложение к: 1902. — Ч. 343—347 (2632 статьи).
- «Указатель статей, помещённых в неофициальной части „Журнала Министерства народного просвещения“ за время с 1901 года по 1910 год». — СПб., 1911. — 213 с. — Приложение к: Новая серия. — 1911. — С. 35 (3004 статьи).

Особо следует упомянуть библиографическое приложение к журналу — систематический указатель всех книг, опубликованных в Российской империи в течение года. 
В 1904 году был выделен особый раздел, в котором преобладали научные и научно-публицистические статьи и обзоры, — «Известия по народному образованию» (издавались они отдельно). В журнале за 1915—1916 гг. были напечатаны в качестве приложения «Материалы по реформе средней школы» как итоги работы Министерства народного просвещения, когда министром был П. Н. Игнатьев. В «Материалах» даны учебный план, программы средней школы и объяснительные записки к ним; ряд программно-методических документов об эстетическом, трудовом и физическом воспитании, о внеклассном чтении; обширная библиография по предметам обучения и видам воспитания. 
«Журнал  Министерства  народного  просвещения» — одно  из  немногих  научно-популярных печатных изданий, в котором печатались все учёные Российской империи. Он также был уникальным научным гуманитарным изданием, в  котором публиковались труды по истории, литературе, педагогики и другим направлениям науки. Журнал обращал внимание на научную жизнь Запада и Востока, знакомя своего читателя с новейшими открытиями, с состоянием просвещения в разных странах. 

## Редакторы
- К. С. Сербинович (1834—1856)
- А. В. Никитенко (1856—1860)
- К. Д. Ушинский (1860—1863)
- Ю. С. Рехневский (1863—1867)
- И. Д. Галанин (1867)
- А. И. Георгиевский (1868—1870)
- Е. М. Феоктистов (1871—1882)
- Л. Н. Майков (1883—1890)
- В. Г. Васильевский (1891—1899)
- Э. Л. Радлов (1899—1917)
- П. И. Лебедев-Полянский (1917)

## После 1917 года
Последний номер журнала (ноябрь — декабрь 1917 года) вышел под редакцией П. И. Лебедева-Полянского. Его открывало обращение народного комиссара просвещения А. В. Луначарского, который наметил «общее направление просветительской деятельности» нового правительства (борьба с неграмотностью и введение всеобщего обязательного и бесплатного обучения) и призвал всех учителей сотрудничать с советской властью. В официальной части Журнала было опубликовано извещение, что с 1918 года вместо «Журнала Министерства народного просвещения» раз в две недели будет выходить журнал «Народное просвещение» — социалистический, общественно-политический, педагогический и научный орган, издаваемый Народным комиссариатом просвещения.
После революции журнал выходит под названиями «Народное просвещение» (1917—1931), «Коммунистическое просвещение» (1931—1936), «Народное образование» (с 1946).
Известный российский педагог, писатель и журналист проф. В. В. Кумарин (статьи которого неоднократно печатались и в "Народном образовании" в 1990-е годы) пояснял, что понятия "образование" и "просвещение" отнюдь не тождественны. "Образование" в советской педагогике, особенно после известного постановления ЦК ВКП(б) "О педологических извращениях в системе наркомпросов" (1936) подразумевает возможность новообразования (создания) учебных способностей по плановой разнарядке министерства и хотению педагога, то есть является разновидностью лысенковщины в области педагогики со всеми вытекающими накладками для умственного, морального и физического здоровья как учащихся, так и преподавателей. "Образованию" (в силу его уверенности в своей всесильности) незачем исследовать природные способности детей к обучению (чем не вполне удачно и не вполне грамотно пытались заниматься педологи). "Просвещение" же пытается лишь наполнить светом знания имеющееся, поэтому предполагает предварительное изучение способностей и учебного опыта просвещаемых (также как грамотный врач перед началом лечения старается поставить диагноз, а только потом прописывать рецепт лечения). Поэтому замена понятия "просвещение" на "образование" в названии журнала имеет политическую подоплёку.

## После 1991 года
После 1991 года журнал «Народное образование» выходит в разные годы с периодичностью до 10 раз в год. В условиях пандемии и экономии бюджетных средств на подписку в педагогических учебных заведениях последние несколько лет некоторые выпуски объединялись.
Для удобства читателей и повышения доступности журнала уже около 10 лет можно подписаться на чисто электронные выпуски журнала, приобрести отдельно вышедшие статьи в электронном виде (для недавних номеров журнала) на портале издательского дома «Народное образование», а по прошествии нескольких лет заметная часть статей доступна для знакомства через БД РИНЦ.
С середины 1990-х до 2021 г. журналом руководил Алексей Михайлович Кушнир. Его глубокий и деятельный интерес к сохранению и укреплению человеческого капитала, в том числе путём применения в школе наиболее грамотных, научно-обоснованных и выверенных в воспитательном и педагогическом опыте технологий привлёк к изданию в журнале многих видных авторов и исследователей. Большое внимание, в частности, уделялось исследованию и пропаганде воспитательного опыта А.С. Макаренко, его сподвижников и последователей.
Творческий коллектив издания и наиболее деятельные читатели не ограничились одними бумажными статьями - с 2003 года издательский дом "Народное образование" и выпускаемый им одноимённый журнал  являются устроителями Международного конкурса образовательных учреждений имени А. С. Макаренко (в 2003 году отмечалось 115 лет со дня рождения А. С. Макаренко). В том же году редакцией журнала «Народное образование» и Международной Макаренковской ассоциацией учреждена медаль А. С. Макаренко в номинациях: «За педагогическую доблесть» и «За вклад в развитие педагогики дела».
В 2003 году, к 200-летию журнала, вышла книга «Старейший журнал России», в которой прослеживается история издания со времён первого министра просвещения П. В. Завадовского до наших дней.

## Редакционная коллегия
На 2023 год в состав редакционной коллегии «НО» входят:
- Елена Владимировна Шишмакова — главный редактор журнала «Народное образование»(после ухода А.М. Кушнира [1958-2021]),  кандидат педагогических наук.
- Александр Асмолов — директор Института стратегии развития образования РАО, академик РАО
- Вера Бедерханова, профессор, доктор педагогических наук
- Владимир Беспалько, академик РАО
- Анатолий Вифлеемский, доктор экономических наук
- Сергей Воровщиков, профессор, доктор педагогических наук
- Габышева Феодосия Васильевна, доктор педагогических наук, профессор
- Анатолий Ермолин, кандидат педагогических наук
- Александр Камнев, доктор биологических наук
- Татьяна Кисарова, главный редактор Издательства «Педагогическое общество России»
- Ирина Колесникова, профессор, доктор педагогических наук
- Александр Кузнецов, министр образования и науки Челябинской области
- Александр Литвинов, заслуженный учитель РФ
- Валерия Мухина, академик РАО
- Андрей Остапенко, профессор Кубанского государственного университета, г. Краснодар
- Марк Поташник, академик РАО
- Виктор Слободчиков, доктор психологических наук, профессор, член-корреспондент РАО
- Мурат Чошанов, профессор, доктор педагогических наук
- Сергей Яковлев, кандидат педагогических наук
- Евгений Ямбург, академик РАО
- Витольд Ясвин, профессор, доктор психологических наук